# Freeby
Freeby – wieś w Anglii, w hrabstwie Leicestershire, w dystrykcie Melton. Leży 28 km na północny wschód od miasta Leicester i 148 km na północ od Londynu. Miejscowość liczy 40 mieszkańców.